# 佐久市立田口小学校
佐久市立田口小学校（さくしりつたぐちしょうがっこう）は、長野県佐久市田口の龍岡城内にあった公立小学校。2023年3月31日をもって閉校となり、佐久市立臼田小学校へ統合された。
龍岡城は国の史跡であり、文化財の中にある唯一の小学校であった。
田口小学校は、日本赤十字社が主導する「青少年赤十字」の運動に参加しており、学校教育目標にも「「気づき、考え、実行する」JRCの精神を基調」とすることが謳われ、「かしこい　子ども、ねばり強い　子ども、思いやりのある　子ども」が掲げられていた。

## 沿革
- 1873年 - 学制の施行を受け、蕃松院に尚友学校が開学[3]。
- 1875年 - 民有地として払い下げられていた龍岡城内に移転[3]。
- 1924年 - 強行遠足（後の「田口峠マラソン」）開始[5]。
- 1934年5月1日 - 龍岡城が国史跡に指定され、文化財の中にある学校となる[3]。
- 1934年9月 - 奉安殿の新設。
- 1941年 - 田口国民学校と改称。
- 1946年 - 奉安殿の解体。
- 戦後しばらくは田口村立田口小学校であったが、1956年の青沼村との合併を経て田口青沼村が成立して田口青沼村立田口小学校、さらに1957年に臼田町との合併により臼田町立田口小学校となった。
- 2005年、佐久市との合併により佐久市立田口小学校となった。
- 2022年4月 - 最後の入学式で、新1年生48人を迎える[6]。
- 2022年8月15日/16日 - お別れ見学会。
- 2022年10月15日 - 閉校記念行事として、最後の「田口峠マラソン」を開催[5]。
- 2022年11月15日 - 閉校式典[3]。
- 2023年3月31日 - 年度末をもって閉校、佐久市立臼田小学校へ統合[2]。

- 2023年8月15日 - 閉校した小学校の備品を、佐久市民に無償譲渡する譲渡会が開かれた[7]。

## 関連文献
- 『百周年記念誌』田口小学校百周年記念事業推進委員会、1973年
- 『佐久市埋蔵文化財調査報告書　龍岡城跡Ⅰ・Ⅱ・Ⅲ・Ⅳ』佐久市教育委員会、2014年